# Slavnost Ježíše Krista Krále

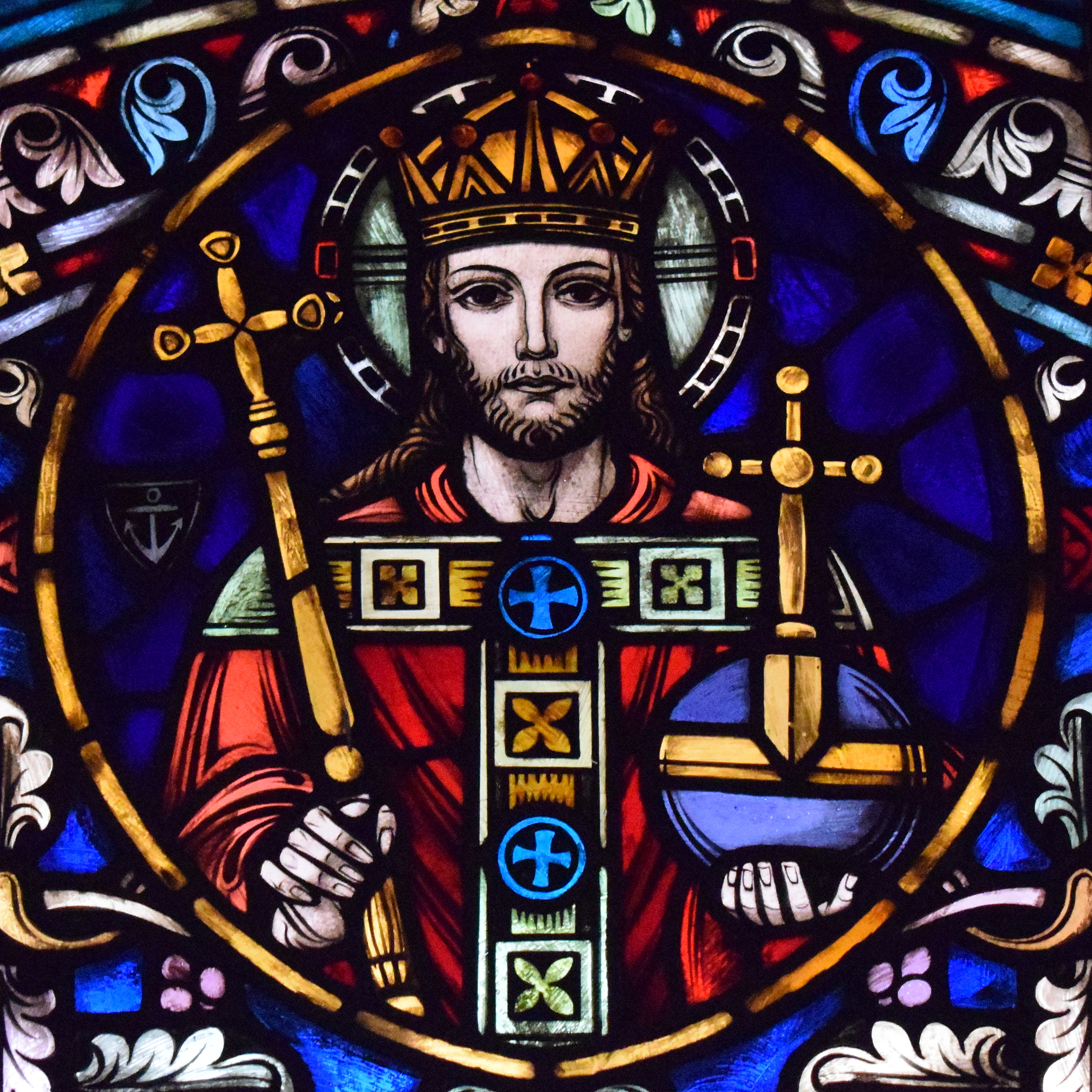
Ježíš Kristus Král (Kalida, Ohio)

Slavnost Ježíše Krista Krále je dnem římskokatolického liturgického kalendáře, který připadá buď na poslední, tedy 34. neděli v liturgickém mezidobí nebo na poslední říjnovou neděli v tradičních katolických kalendářích. Liturgická barva je bílá.
Po ní tedy následuje buď Advent (první neděle adventní) nebo neděle „po Duchu svatém“.

## Historie
Jedná se o svátek poměrně nový. Vyhlásil jej v roce 1925 ve své encyklice Quas primas z 11. prosince papež Pius XI. Poprvé se tento svátek slavil na poslední říjnovou neděli roku 1926. Pius XI. chtěl tímto svátkem zdůraznit, že státní správa nemá podle nauky katolické církve právo rozhodovat o záležitostech, které přísluší Bohu – tj. především v oblasti etiky a důstojnosti člověka. Pius XI. s oslavou tohoto svátku spojil také každoroční zasvěcení lidstva Ježíšovu srdci (srov. Nejsvětější Srdce Ježíšovo).

## Charakteristika
Královský titul připisovaný Ježíši Kristu má svůj původ v evangeliích Nového zákona, kde je takto Ježíš na vícero místech představován jako dlouho očekávaný král Židů (mesiáš). Spolu s dalšími tituly (např. „Pán“) je označení „král“ vyjádřením vlády, kterou věřící přiznává Ježíši Kristu nad svým životem.

## Mešní řád
Během mše se obvykle zpívá mešní píseň Ježíši, Králi.